# Mahmut Baksi
Mahmut Baksi, född 16 september 1944 i Batman, Turkiet, död 19 december 2000 i Stockholm, var en svensk författare.
Baksi föddes i en kurdisk familj. Han utbildade sig till lärare vid Ergane internatskola utanför Diyarbekir Istanbul, där han även gjorde militärtjänst. Vid hemkomsten till Batman började han istället att arbeta som journalist. 1967 grundade han tidningen Batman Gazetesi. Året efter började han engagera sig i den turkiska fackföreningsrörelsen och det numera upplösta Turkiska Arbetarpartiet (Türkiye İşçi Partisi). Baksi var även kurdisk människorättskämpe och när han i Turkiet dömdes till 15 års fängelse för "kurdisk propaganda" gick han i landsflykt 1970. Efter ett år i Tyskland kom han till Sverige. Baksi skrev ett stort antal böcker på kurdiska, svenska och turkiska. Han gjorde även radioprogram och barnteater. Dessutom producerade han film och musik. Han var medlem av Sveriges invandrarförfattares förbund (numera Sveriges internationella författarförening) och Svenska Journalistförbundet.
Baksi avled på Karolinska sjukhuset år 2000 av lungcancer och njursvikt, kort efter att ha inlett en hungerstrejk på Sergels torg till stöd för fängslade journalister i Turkiet. Han begravdes i Diyarbakir, i östra Turkiet/nordvästra Kurdistan, intill sina föräldrar på Martyrernas begravningsplats i stadens centrum. Vid begravningen, med Baksis kista insvept i en svensk flagga, deltog uppemot 70 000 sörjande.
Baksi var från 1975 sambo med journalisten Elin Clason, som översatte hans verk till svenska. Han var farbror till skriftställaren Kurdo Baksi och politikern Nalin Pekgul.

## Böcker på svenska
- 1974 - Den kurdiska frågan i Turkiet ISBN 91-7242-034-0
- 1975 - Små slavar!
- 1976 - Hörru' du --- ISBN 91-7328-063-1
- 1977 - Ihsans barn, invandrarbarn i Sverige ISBN 91-29-49443-5
- 1978 - Zozan - en kurdisk flicka ISBN 91-29-51635-8
- 1978 - Invandrare i arbete : antologi ISBN 91-7026-985-8
- 1979 - Hasan Aga ISBN 91-29-53738-X
- 1981 - Hana : en syriansk flicka i Södertälje ISBN 91-29-54765-2
- 1983 - Helin : ungdomsroman ISBN 91-7014-175-4
- 1983 - Klarspråk : arton korta berättelser ISBN 91-7282-205-8
- 1995 - Pojken från Garzanslätten ISBN 91-27-05593-0
- 1995 - Videobruden ISBN 91-972204-1-8
- 1997 - Lille Mahmuts syster ISBN 91-27-06611-8